# Fenelon Rocha
Fenelon Rocha (União, 1959) é um jornalista, cientista político e professor brasileiro.
Idealizador e primeiro diretor da Região Integrada da Grande Teresina, aprovada no Congresso Nacional em junho de 2001. A Grande Teresina reúne 14 municípios do entorno da capital piauiense e assegura as condições para o planejamento integrado e articulado entre os municípios, com a participação do Estado e da União, especialmente na área de infra-estrutura e investimentos sociais.
Com doutorado em ciência política na Universidade de Salamanca,Espanha, desenvolveu pesquisa na área de comunicação política, com foco específico na análise do processo de profissionalização das campanhas eleitorais no Brasil. Daí resulta a tese La profesionalización de las Campañas Electorales en Brasil, 1989-2006, defendida em 2008, merecendo a qualificação máxima. Fenelon é um dos mais prolíficos articulistas da imprensa nordestina. Na área científica, entre outros trabalhos, publicou 10 Mulheres Antes da Hora (organizador) - Halley Editora, Teresina: 2012, reunindo dez perfis de mulheres que se destacaram na história do Piauí; Comunicação e Sociedade (Editora da UFPI, Teresina: 1999); La Intermediación del voto (Revista Apuntes Electorales número 25, Cidade do México: 2006); e O Homem Vestido de Herói (Revista Cientia et Spe, Teresina: 2004), este sobre as mudanças de imagem e posicionamento estratégico de Lula na campanha de 2002. Outro texto de destaque é En el Medio del Espectaculo, a respeito da estratégia comunicativa de Dilma Rousseff nas redes sociais após as manifestações de 2013. Este texto é a síntese da palestra de abertura do Ciclo de Conferência do programa de pós-graduação da Universidad Católica de Uruguay, sob a coordenação da professora Giorgina Santángelo.
Tem artigos e conferências na Espanha, todos na área de comportamento político e comunicação política, destacando-se La hipótesis de la americanización de las campañas brasileñas, apresentado no Congresso Espanhol de Latinoamericanistas, em maio de 2005, em Tordesilhas, e Entre la accountability y el favor, apresentado em setembro do mesmo ano no Congresso da Associação Espanhola de ciência Política, em Madrid. Neste artigo, discorre sobre o comportamento distinto do eleitor brasileiro nos grandes municípios (mais críticos) e nos pequenos centros urbanos (onde o eleitor é mais suscetível ao clientelismo).
Fenelon Rocha é professor e pesquisador da Universidade Federal do Piauí, onde criou o nCOM, núcleo de pesquisa e produção em comunicação. Também integra o grupo de pesquisa Ininga, focado na área de comunicação política.
Tem ampla atuação no jornalismo, onde exerceu diversas funções como repórter, chefia de redação e edição em empresas jornalísticas em Brasília, Fortaleza e Teresina. Atualmente é diretor de jornalismo da Rádio Cidade Verde, onde é co-apresentador de um radiojornal matutino; assina blog no portal www.cidadeverde.com e tem participação frequentes como comentarista política na TV Cidade Verde. Também com atuação na área de marketing político, participou de cerca de 40 campanhas, em diversos níveis (governador, senador, prefeito, deputado, entidades de classe), na condição de assessor de relacionamento com a mídia, planejamento ou coordenação geral.
No setor público, ocupou diversas funções, incluindo as Secretarias de Comunicação Social do Estado do Piauí, a secretaria de Projetos Especiais e a Secretaria de Defesa Civil do Piauí, além de subsecretário de Comunicação do Estado.
Começou sua carreira na Diário do Nordeste em Fortaleza, em 1982, na primeira equipe montada para colocar o jornal na rua. Desde muito jovem se destacou pela seriedade e profissionalismo com que atuou.